# Prosoplus viduatus
Prosoplus viduatus là một loài bọ cánh cứng trong họ Cerambycidae.